# Thalassoma hebraicum
Thalassoma hebraicum е вид лъчеперка от семейство Labridae.

## Разпространение
Видът е разпространен в Британска индоокеанска територия, Йемен, Индия, Кения, Коморски острови, Мавриций, Мадагаскар, Майот, Малдиви, Мозамбик, Реюнион, Сейшели, Сомалия, Танзания и Южна Африка.